# Раковски
Раковски (буг. Раковски) град је у Републици Бугарској, у средишњем делу земље, седиште истоимене општине Раковски у оквиру Пловдивске области.
Област Раковског је једно од средишта рикатоличке цркве у Бугарској.

## Географија
Положај: Раковски се налази у средишњем делу Бугарске. Од престонице Софије град је удаљен 160 km источно, а од обласног средишта, Пловдива град је удаљен 25 km североисточно.
Рељеф: Област Раковског се налази у бугарском делу Тракије, у долини реке Марице. Град се сместио 15ак километара северно од реке, на приближно 180 m надморске висине. Северно од града издиже се
Клима: Клима у Раковском је континентална.
Воде: Кроз Раковски протиче река Стрјама, притока Марице.

## Историја
Област Раковског је првобитно било насељено Трачанима, а после њих овом облашћу владају стари Рим и Византија. Јужни Словени ово подручје насељавају у 7. веку. Од 9. века до 1373. године област је била у саставу средњовековне Бугарске.
Крајем 14. века област Раковског је пала под власт Османлија, који владају облашћу 5 векова.
Године 1885. град је постао део савремене бугарске државе. Насеље постоје убрзо средиште окупљања за села у околини, са више јавних установа и трговиштем.

## Становништво
По проценама из 2007. године Раковски је имао око 16.000 становника. Огромна већина градског становништва су етнички Бугари. Остатак су махом Роми. Последњих деценија град губи становништво због удаљености од главних токова развоја у земљи.
Област Раковског је једно од средишта рикатоличке цркве у држави. Њени верници су потомци средњовековних богумила, који су у време турске власти пришли римокатоличкој цркви. Стога су главне вероисповести месног становништва римокатоличанство и православље.